# Cyclanthera pedata

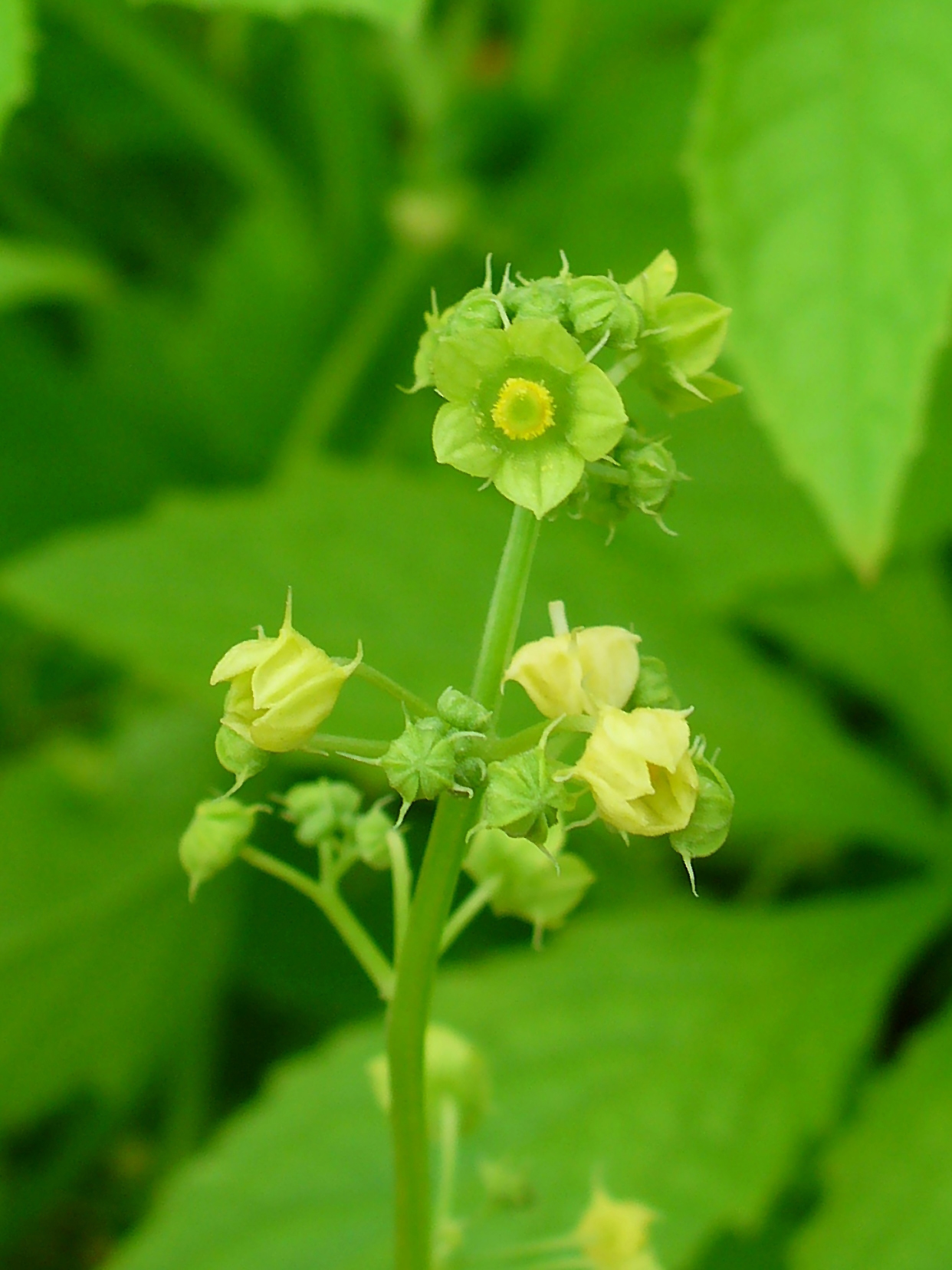
Männlicher Blütenstand

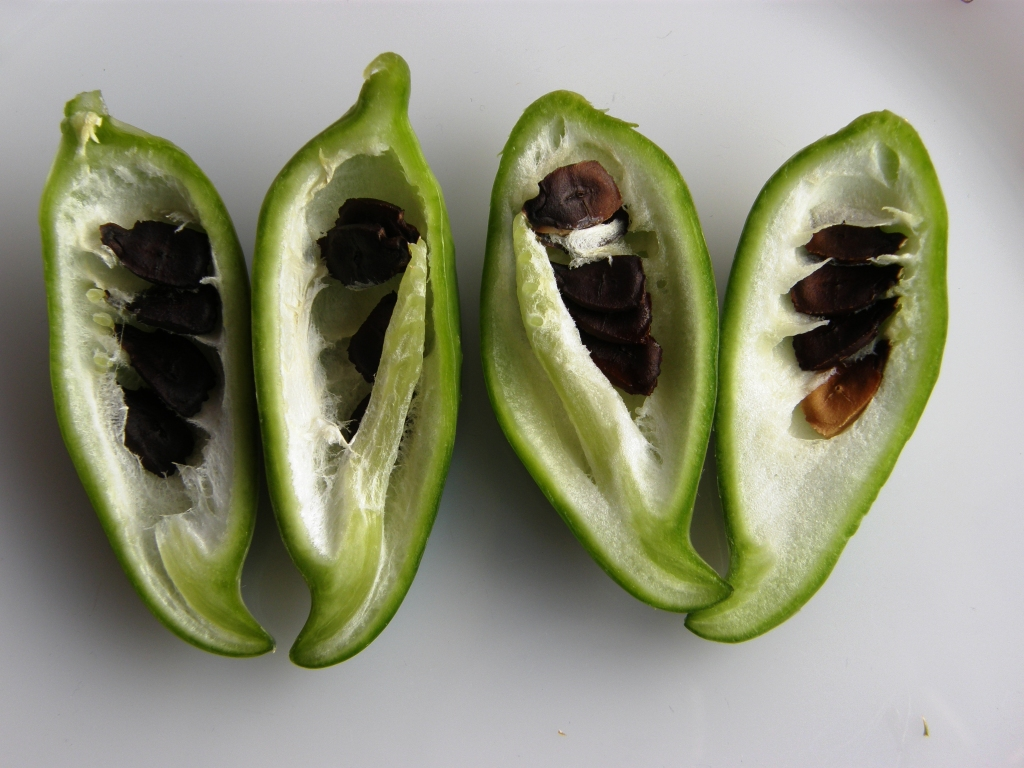
Aufgeschnittene Frucht und Samen

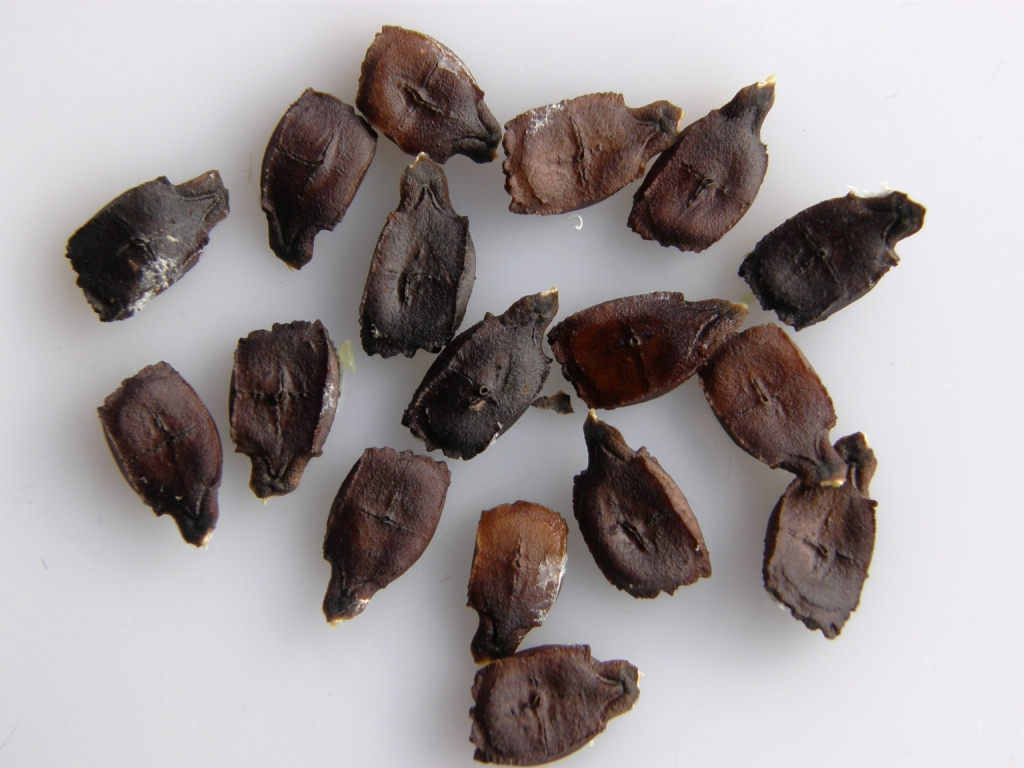
Samen

Cyclanthera pedata ist eine Pflanzenart aus der Familie der Kürbisgewächse (Cucurbitaceae), deren Blätter und Früchte der menschlichen Ernährung dienen. Die Pflanze hat verschiedene Trivialnamen, auf Quechua Achoc(c)ha, Achojcha oder Archucha und Kaywa, daraus spanisch caihua, caigua, caiba, caygua [kaiwa], auf Deutsch auch „Koril(l)a“, „Inkagurke“, „Scheibengurke“, „Hörnchenkürbis“ oder „Olivengurke“.

## Beschreibung
Die Art ist eine einjährige, kräftige Kletterpflanze die etwa 4–5 Meter oder auch mehr, lang wird. Sie hat kahle, rippige Stängel, die beim Quetschen stark gurkenähnlich riechen. Die rippigen Blattstiele sind 5 bis 15 Zentimeter lang. Die fast kahlen, fein papillösen und wechselständigen Blätter sind groß und 5- bis 7fach hand- bis fußförmig zerschnitten mit teils geteilten und zugespitzten, stachelspitzigen Lappen. Die Lappen sind an der Basis ganzrandig und vorne teils entfernt, buchtig und grob bis fein spitziggezähnt. Die Blattgröße reicht von 6 bis 19 × 8 bis 24 Zentimeter. Die Lappen sind 7–16 Zentimeter groß, wobei der Mittlere am größten ist, ungeteilt sind sie eiförmig bis -lanzettlich oder elliptisch, die geteilten sind im Umriss verkehrt-eiförmig. Es sind zwei- oder mehrteilige, lange Ranken vorhanden.
Die Art ist einhäusig monözisch. Die männlichen Blüten stehen in 15 bis 30 Zentimeter langen Rispen, die weiblichen erscheinen einzeln. Die fünfzähligen, kurz gestielten Blüten mit doppelter Blütenhülle sind grünlich-gelb bis weiß und relativ klein für die Familie. Die Kelchzipfel sind schmal und pfriemlich. Die feinhaarigen, papillösen und gekielten Kronblätter sind eiförmig. Die Staubblätter sind röhrig zu einem Synandrium verwachsen, mit scheibenförmig verschmolzenen Antheren. Der einkammerige Fruchtknoten ist unterständig und die fast sitzende Narbe ist scheibenförmig.
Die mehr oder weniger bespitzte, eiförmige und längs streifig-geaderte bis leicht rippige, glatte und manchmal leicht bucklige Frucht, Beere (Panzerbeere) ist oft teils hohl. Sie ist grünliche und 5 bis 16 Zentimeter lang. Manchmal trägt sie einige weiche Stacheln. Die 8–13, etwas abgeflachten, leicht texturierten und im Umriss birnenförmigen Samen, mit einem kleinen Hals und etwa stumpfer, abgebrochener Basis, ähneln Schildkröten und sind matt dunkelbraun bis schwärzlich. Sie sind etwa 8–14 Millimeter lang. Das weißliche Fruchtfleisch ist relativ dünn und schwammig.
Die Chromosomenzahl ist 2n = 32.

## Verbreitung
Die Art ist in Südamerika, vor allem in den Anden, heimisch. Sie kommt in Mittelamerika, Kolumbien, Venezuela, Peru, Ecuador, Bolivien und Argentinien vor. Sie wird dort verbreitet angebaut und verwildert auch. Die Art wird auch in Asien (Indien, China) kultiviert. Sie ist relativ kältetolerant und gedeiht bis in 2800 Meter Höhe. Sie wächst auch noch bei Temperaturen knapp über 0 °C.

## Nutzung
Die Blätter und junge Sprossen werden roh oder gekocht gegessen. Die jungen Früchte werden roh wie Gurken oder gekocht verspeist, die älteren nur gekocht. Beim Kochen werden häufig die Samen entfernt und die Frucht mit verschiedenen Zutaten gefüllt. Daher kommt auch der englische Trivialname Stuffed cucumber. Die Samen sind ebenfalls essbar und werden eher medizinisch verwendet.